# Sol Macaluso
Sol Macaluso (Argentina, 1996) és una periodista argentina.
Nascuda a Argentina, va viure a Espanya dels 10 als 17 anys. Llicenciada en periodisme per la Universidad del Salvador el 2019, va tornar a Espanya el 2020. Va treballar com a corresponsal per Mediaset i Telemundo durant la invasió russa d'Ucraïna del 2022. Els primers dies va estar a Kiev i es va traslladar a la frontera amb Polònia. A Telecinco va explicar que a Beltz, prop de la frontera, el seu guia i intèrpret li havia demanat que es quedés amb la seva filla de 17 anys perquè ell volia anar al front, la noia va poder arribar a Espanya i la reportera va decidir quedar-se a explicar els fets. Aquests fets van tenir gran repercussió.